# Vogelsang (Neuss)
Der Stadtbezirk Vogelsang ist ein Stadtteil der Kreisstadt Neuss an der nördlichen Grenze der Stadt. Mit 3,45 km² Fläche und 6.725 Einwohnern (Stand 31. Dezember 2021) ist Vogelsang ein beliebtes Wohngebiet vor allem für Familien und weist größere Einfamilienhausgebiete auf. Zum Stadtteil gehört auch die Bols-Siedlung.

## Nachbarstadtteile
Folgende Stadtteile bzw. Städte grenzen an den Bezirk Innenstadt
|                                   | Meerbusch (Nördlichste Stadt des Rhein-Kreis Neuss) | Heerdt (Stadtteil von Düsseldorf)    |
| Furth-Mitte (Stadtteil von Neuss) | Kompassrose, die auf Nachbargemeinden zeigt         | Barbaraviertel (Stadtteil von Neuss) |
|                                   | Weißenberg (Stadtteil von Neuss)                    |                                      |

## Öffentliche Einrichtungen
- Kindertagesstätten:
  - St. Thomas Morus in Trägerschaft des Kath. Kirchengemeindeverbandes Neuss-Nord[4]
  - Daimlerstraße in Trägerschaft der AWO Ortsverein Neuss e. V.[5]
  - Schatzinsel in Trägerschaft des Diakonischen Werks der Ev. Kirchengemeinden Neuss e. V.[6]

## Bildung
- Ev. Grundschule Adolf Clarenbach

## Kirchen
Die kath. Kirche St. Thomas Morus an der Furtherhofstraße wurde von 1968 bis 1969 gebaut und gehört heute zum Seelsorgebereich Neuss-Nord.
Im 1966 eröffneten Gemeindezentrum der ev. Reformationskirchengemeinde Neuss an der Furtherhofstr. 42 (am Further Kirmesplatz) steht die Versöhnungskirche.